# Gobernación de Zarká
Zarká (en árabe: الزرقاء az-Zarqa) es una gobernación del Reino Hachemita de Jordania, localizada al este de Amán, la capital de Jordania. Su capital es la ciudad de Zarká, que es la ciudad más grande en la gobernación. La segunda ciudad más grande en la gobernación es Russeifa.

## Demografía
Posee una población compuesta de 852.700 personas (cifras del censo de 2007) distribuidas en una superficie de 4.080 kilómetros cuadrados. La densidad poblacional es de 208,99 residentes por cada kilómetro cuadrado de la gobernación.

## Divisiones internas
Zarká se encuentra subdividida internamente en cuatro áreas o nahiyas, a saber:
- Al-Azraq
- Az-Zarqa'
- Birin
- As-Sukhnah

- Datos: Q721445
- Multimedia: Az Zarqa / Q721445